# جيني أورتيغا
جيني أورتيغا (بالإنجليزية: Jeannie Ortega)‏ هي مغنية مؤلفة وملحنة ومغنية أمريكية، ولدت في 19 نوفمبر 1986 في Bushwick, Brooklyn ‏ في الولايات المتحدة.

## وصلات خارجية
- الموقع الرسمي
- جيني أورتيغا على موقع IMDb (الإنجليزية)
- جيني أورتيغا على موقع ميوزك برينز (الإنجليزية)
- جيني أورتيغا على موقع ديسكوغز (الإنجليزية)